# República de Lucca
La República de Lucca, antiguo Estado del centro de Italia surgió a principios del siglo XII y permaneció independiente (salvo en breves periodos de ocupación florentina o pisana en el siglo XIV hasta 1799). Cuando el 22 de enero las tropas francesas tomaron la ciudad y establecieron un protectorado francés sobre la república.
En 1805 el territorio de Lucca, se unió al Principado del Piombino y Napoleón se lo entregó a su hermana Elisa Bonaparte. Con la derrota napoleónica y según el Congreso de Viena en 1815 se estableció en los antiguos territorios un nuevo estado, el Ducado de Lucca, cuya existencia fue breve, ya que pasó a formar parte (antes incluso del periodo de Unidad de Italia) el 4 de octubre de 1847 del Gran Ducado de Toscana.
La República de Lucca se extendía más allá de la propia ciudad de Lucca por la zona agraria que rodeaba a la ciudad, en la parte noroccidental de la actual Región de Toscana, en los límites con la Emilia y la Liguria.

## Historia
Existen testimonios de la existencia de una comuna libre en Lucca desde 1119.
Durante el siglo XV la importancia de esta república fue menor que la de las dos grandes repúblicas de Florencia y Siena. En las primeras décadas de este siglo, Lucca fue dominada por la familia Guinigi.